# Seriphidium longilobum
Seriphidium longilobum là một loài thực vật có hoa trong họ Cúc. Loài này được (Osterh.) K.Bremer & Humphries miêu tả khoa học đầu tiên năm 1993.